# Factorització de Cholesky
En àlgebra lineal, la factorització o descomposició de Cholesky, desenvolupada per André-Louis Cholesky durant la Primera Guerra Mundial, és un mètode numèric de factorització de matrius molt emprat per poder resoldre, de forma eficient computacionalment, diversos sistemes d'equacions lineals amb la mateixa matriu associada.

## Definició
Si A és una matriu simètrica i definida positiva, la seva factorització per Cholesky és una expressió de A com a producte d'una matriu triangular inferior per la seva transposada, és a dir:
{\displaystyle A=L\cdot L^{T}}
Aquesta factorització sempre és possible. Es pot demostrar per inducció sobre l'ordre dels menors principals de la matriu A.

## Aplicacions
Aquest tipus de factorització és molt útil quan cal resoldre diversos sistemes d'equacions lineals amb la mateixa matriu A, ja que podem resoldre el sistema com si estiguéssim resolent dos sistemes lineals de resolució immediata (un amb una matriu triangular inferior, {\displaystyle L}, i un altre amb una matriu triangular superior, {\displaystyle L^{T}}, que es resolen amb una substitució endavant i una substitució endarrere, respectivament).

## Mètode de Cholesky Generalitzat
El Mètode de Cholesky Generalitzat és un mètode numèric de factorització de matrius molt similar a l'anteriorment exposat, amb la característica que permet estendre la factorització a matrius simètriques no singulars (no necessàriament definides positives, però sempre invertibles).
Si A és una matriu simètrica i invertible o no singular, la seva factorització per Cholesky és una expressió de A com a producte d'una matriu triangular inferior amb uns a la diagonal principal per una matriu diagonal per la transposada de la matriu triangular, és a dir:
{\displaystyle A=L\cdot D\cdot L^{T}}
La demostració que aquesta factorització és possible per a qualsevol matriu A simètrica i no singular és anàloga a l'anterior, es basa en la inducció sobre l'ordre dels menors principals de la matriu A.